# Neurophyseta albicomma
Neurophyseta albicomma is een vlinder uit de familie van de grasmotten (Crambidae), uit de onderfamilie van de Musotiminae. De wetenschappelijke naam van deze soort is voor het eerst gepubliceerd in 1894 door Charles Swinhoe.
De soort komt voor in India (Meghalaya).